# Cleopatra II

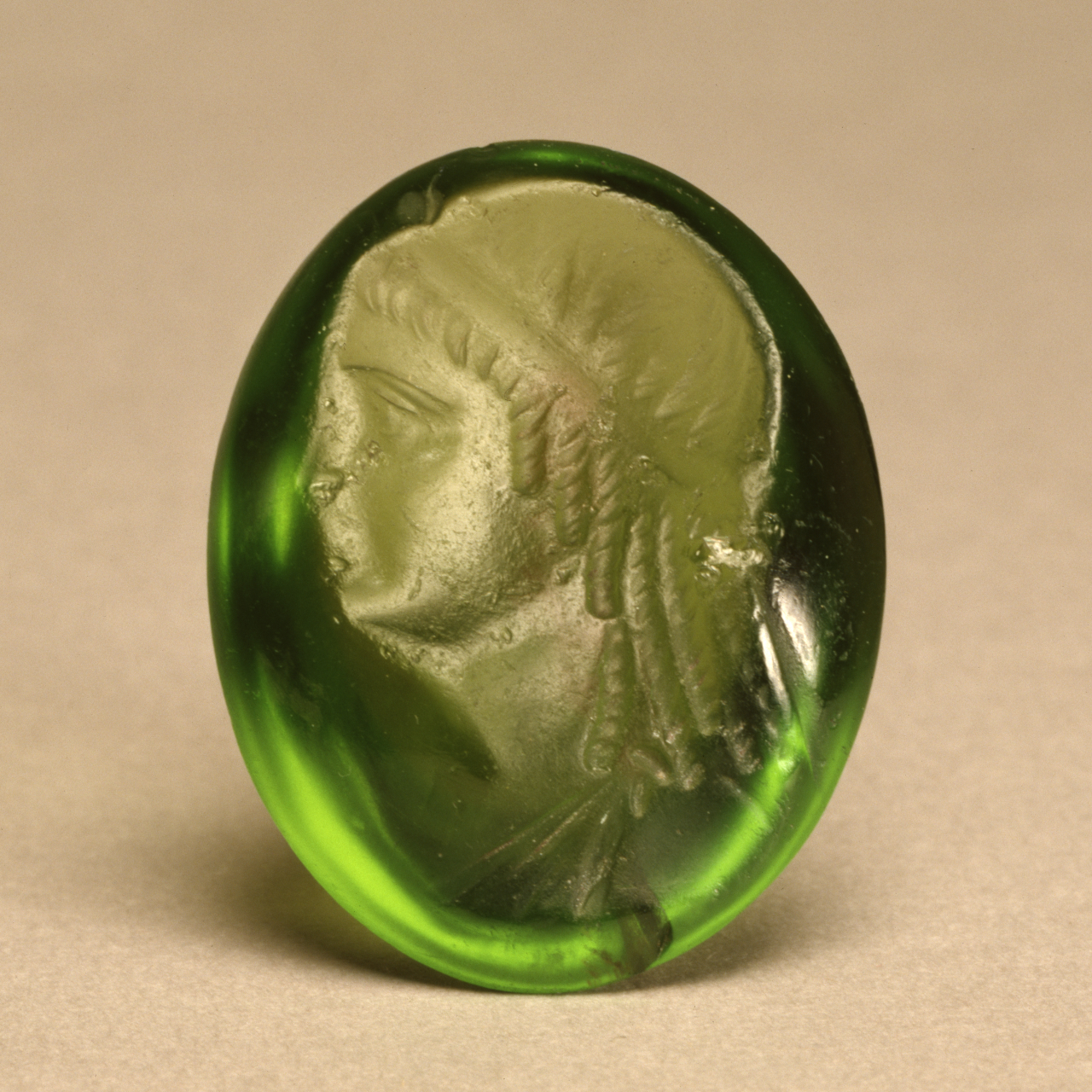
Portret in intaglio van Cleopatra II
(ca. 175-115 v. Chr.), Walters Art Museum

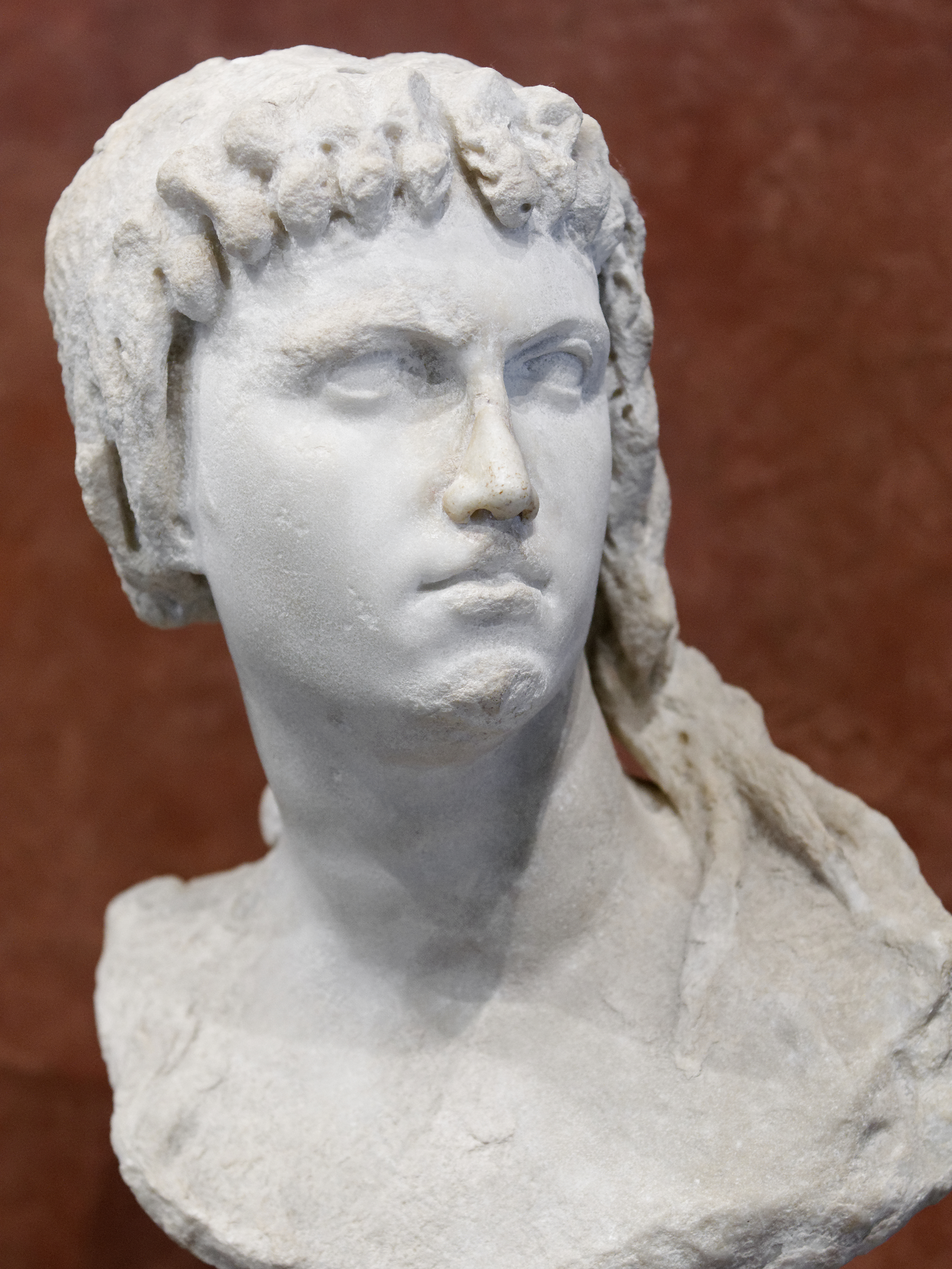
Buste van Cleopatra II of III of Berenice III
(2e eeuw v.Chr.), Louvre

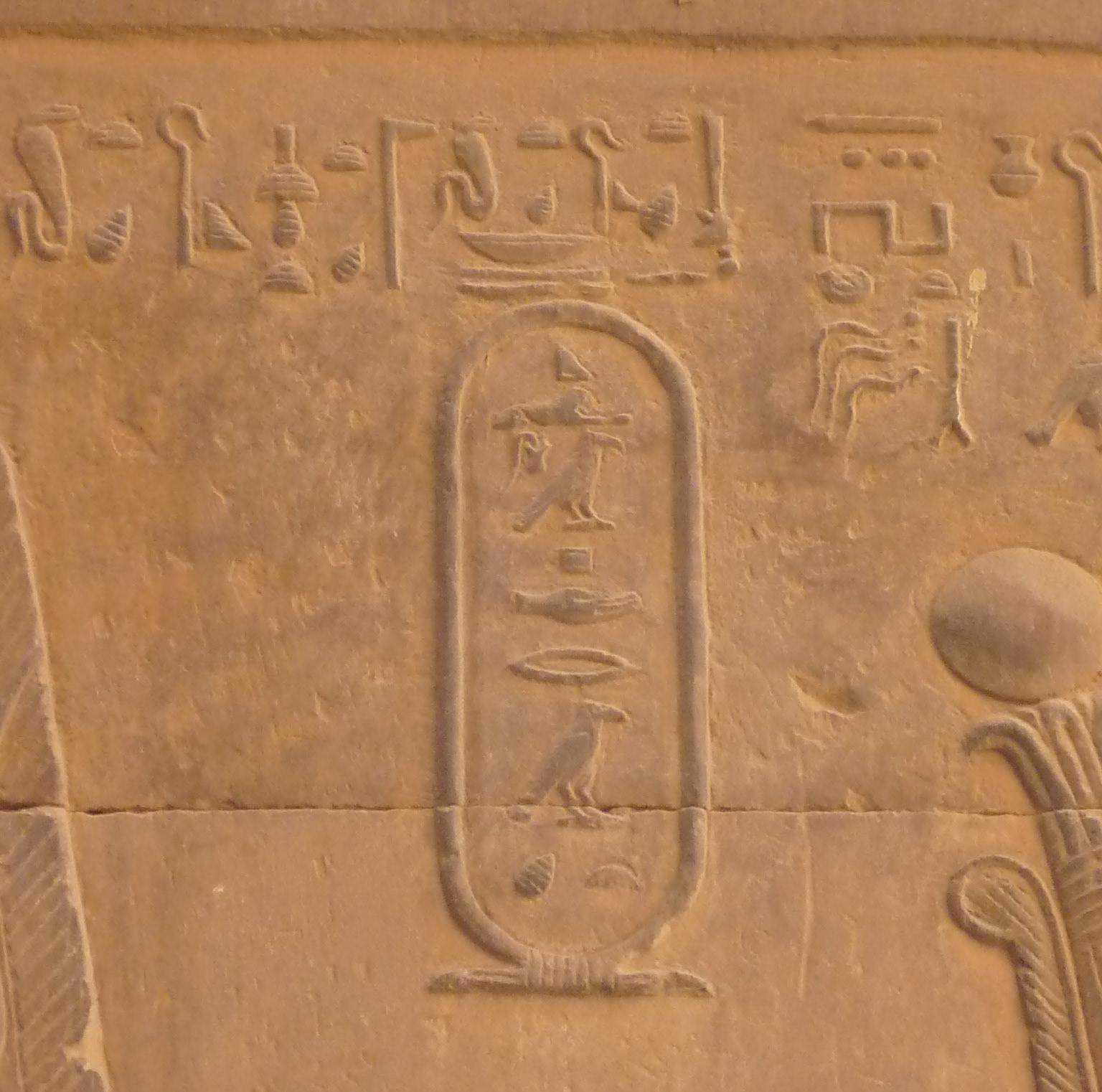
Cartouche van Cleopatra II
Tempel van Kom Ombo

Cleopatra II (Oudgrieks: Κλεοπάτρα Φιλομήτωρ Σωτήρα; 185 – 116 v.Chr.) was koningin (en korte tijd alleenheerser) over Egypte. Ze was een dochter van Ptolemaeus V Epiphanes en Cleopatra I.

## Geschiedenis
Na de dood van haar moeder, in 176 v.Chr., trouwde ze met haar broer Ptolemaeus VI Philometor in 175 v.Chr. Samen met haar broer Ptolemaeus VIII Euergetes II regeerde ze over Egypte van 171 tot 164 v.Chr.
In 168 v.Chr. viel de Seleucidische koning Antiochus IV Epiphanes Egypte binnen. Deze oorlog werd door Egypte gewonnen, met hulp van de Romeinen.
Na de dood van haar echtgenoot in 145 v.Chr. werd Cleopatra regentes over haar zoontje, Ptolemaeus VII. Ze trad opnieuw in het huwelijk, ditmaal met haar broer Ptolemaeus VIII Euergetes II, ook wel 'Physcon' genaamd. Physcon vermoorde zijn neefje/stiefzoon en maakte zichzelf koning. In 142 v.Chr. scheidde hij van Cleopatra II en trouwde met haar dochter, Cleopatra III.
Cleopatra II bracht een leger op de been en dreef in 131 v.Chr. Cleopatra III en Physcon succesvol Egypte uit. Hierna benoemde ze Physcons 12 jaar oude zoon, Ptolemaeus Memphitis tot koning over Egypte en regeerde uit zijn naam (maar eigenlijk regeerde ze alleen tijdens die tijd). Physcon keerde terug naar Egypte en slaagde erin om Memphitis te vermoorden. Hij stuurde de stukken van zijn lichaam op naar Cleopatra II. Niettemin bleef zij heerseres over Egypte. Ze bood de troon aan Demetrius II van Syrië, maar ook hij werd vermoord door Physcon. Ditmaal vluchtte Cleopatra II Egypte uit en kwam Physcon opnieuw aan de macht als koning.
In 124 v.Chr. was er een openbare verzoening tussen Physcon en Cleopatra II. Ze besloten hierna om samen te regeren. Cleopatra III werd hier ook bij betrokken. Physcon en Cleopatra II stierven beiden in 116 v.Chr. Ze lieten het koninkrijk na aan Cleopatra III.